# Horace Rice

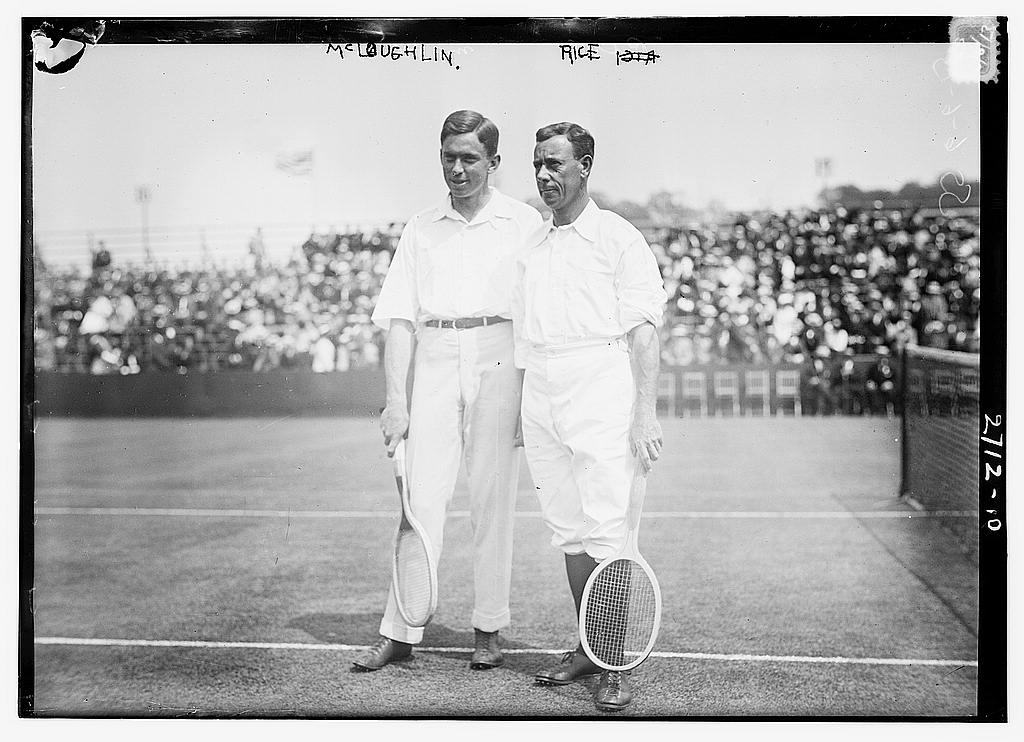
McLoughlin y Rice durante los cuartos de final del 1913 International Lawn Tennis Challenge

Horace Rice (5 de septiembre de 1872 – 18 de enero de 1950) fue un tenista australiano.
Rice, zurdo, que jugaba con pantalones bombachos y largas medias negras, ganó el título individual masculino en los Campeonatos Australasianos de 1907, venciendo a Harry Parker en la final. También fue subcampeón en tres ocasiones (en 1910, 1911 y 1915). Ganó el título de dobles masculinos en los Campeonatos de 1915, en pareja con Clarence Todd.

## Finales de Grand Slam

### Individuales (1 título, 3 subcampeonatos)
| Resultado | Año  | Campeonato           | Superficie | Oponente       | Marcador           |
| --------- | ---- | -------------------- | ---------- | -------------- | ------------------ |
| Victoria  | 1907 | Abierto de Australia | Césped     | Harry Parker   | 6–3, 6–4, 6–4      |
| Derrota   | 1910 | Abierto de Australia | Césped     | Rodney Heath   | 4–6, 3–6, 3–6      |
| Derrota   | 1911 | Abierto de Australia | Césped     | Norman Brookes | 2–6, 3–6, 3–6      |
| Derrota   | 1915 | Abierto de Australia | Césped     | Gordon Lowe    | 6–4, 1–6, 2–6, 4–6 |

### Dobles mixtos: 1 (1 título)
| Resultado | Año  | Campeonato           | Superficie | Compañero           | Oponentes                         | Marcador      |
| --------- | ---- | -------------------- | ---------- | ------------------- | --------------------------------- | ------------- |
| Victoria  | 1923 | Abierto de Australia | Césped     | Sylvia Lance Harper | Margaret Molesworth Bert St. John | 2–6, 6–4, 6–4 |

En el momento de ganar su último título de Grand Slam y su único título de dobles mixtos (el 18 de agosto de 1923), tenía 50 años y 347 días, lo que es el récord histórico de mayor edad en la historia del tenis masculino.

## Familia
El hermano de Rice, William Rice, fue violista en la orquesta de J. C. Williamson's y esposo de la destacada bailarina Minnie Everett.

Todos los hermanos eran deportistas entusiastas y habilidosos.
La familia Rice entonces vivía en Paddington, muy cerca del Association Cricket Ground, ahora conocido con el nombre más distintivo de Sydney Cricket Ground. El Sr. Rice, el cabeza de familia, era un hombre apuesto de estatura media. Tenía la apariencia de un genio musical, como de hecho lo era, y el aire de alguien que amaba las cosas que valían la pena. Como uno de los principales directores de orquesta y músicos de Sídney, sus hijos naturalmente siguieron sus pasos, ya que todos eran violinistas prominentes en los círculos musicales profesionales. Los hermanos Rice estaban estrechamente ligados a la profesión teatral, y por esa razón, tal vez, tenían más tiempo durante el día para dedicarse a sus juegos que la mayoría de los jóvenes. El jugador de tenis más destacado entre los hermanos fue Horace, el pequeño zurdo, que tenía un revés particularmente bueno. Siempre jugaba con pantalones cortos y era tan elegante, activo y agradable en las canchas que nunca se podía olvidar. Horace Rice se convirtió en una institución en el juego en sus mejores temporadas. Año tras año representó a Nueva Gales del Sur, e incluso cuando estaba bien pasado su mejor momento como jugador, pudo mantenerse al día con los hombres más jóvenes. 'Horrie' para todos, se hizo conocido en todo el mundo, ya que fue representante de Australia en la Copa Davis contra América en Nueva York en 1913. Podría haberse convertido en un muy buen jugador de cricket si le hubiera prestado más atención y más tiempo a ese juego, ya que era un bateador natural diestro, un buen jardinero y podía lanzar una buena bola con la mano izquierda. Al momento de su retiro, había participado en un mayor número de partidos representativos de tenis para su estado que cualquier otro australiano. Horace Rice tuvo los campeonatos de Australasia, Nueva Gales del Sur, Victoria, Australia del Sur, Queensland, Australia Occidental, Escocia e Irlanda. Así que puedes imaginar que viajó un poco en su día. Quizás la verdadera razón por la que el bate y la pelota no lo retuvieron fue que, siendo violinista, el riesgo de lesión en los dedos era demasiado grande, aunque nadie disfrutó más de un juego social de cricket que él. Todavía disfruta de su tenis de fin de semana con los mejores, y parece un atleta bien condicionado. El mayor de los hermanos Rice fue Herbert, quien siguió los pasos de su padre y permaneció en la profesión musical. Era un buen jugador de tenis y seguía el juego por placer en su casa en Killara. William Rice, de constitución física más grande que Horace, era diestro. También fue un buen jugador de tenis. En cricket era bastante bueno, un elegante bateador diestro contra quien no era fácil lanzar en los partidos de cricket de los años pasados entre los Teatrales y la Prensa. Murió hace unos años. Edgar Rice, el menor de los hermanos, todavía se le ve ocasionalmente jugando en las canchas del Sydney Cricket Ground. En cuanto a habilidad, solo Horace lo superaba.